# Rosa Klebb
Rosa Klebb è un personaggio fittizio, nemica di James Bond e principale antagonista nel romanzo di Ian Fleming, A 007, dalla Russia con amore (1957) ed una dei due principali antagonisti nel secondo film della serie (1963).

## Biografia

### Romanzo
Il Colonnello Klebb è membro dell'agenzia di controspionaggio russa SMERSH come supervisore del Dipartimento II (operazioni e esecuzioni). Negli interrogatori di agenti nemici, dopo aver fatto praticare vari metodi di tortura sui prigionieri, si rivolge loro in tono caldo e materno, un inusuale e apparentemente efficace metodo di ottenere le informazioni richieste.
Klebb guida un'operazione per ottenere vendetta su James Bond per il suo coinvolgimento nella morte di due altri agenti operativi SMERSH. In coppia con Kronsteen e Red Grant, Klebb prepara una trappola per Bond usando una impiegata alla cifratura, Tatiana Romanova, che dovrà fingere di disertare innamorata di Bond. Quando Bond avrà abboccato, Grant lo eliminerà. Questo piano le si ritorce contro, tuttavia, quando Tatiana si innamora veramente di Bond. Dopo che Grant è stato ucciso, Klebb deve occuparsi di Bond in prima persona.
Segue Bond a Parigi e lo incontra in una camera d'albergo, travestita da ricca vedova. Dopo aver fallito nell'ucciderlo con una pistola nascosta in un telefono, lo avvelena con successo mediante un dardo avvelenato nascosto nella punta della scarpa; viene quindi catturata dall'amico di Bond, René Mathis, del Deuxieme Bureau. 
Il romanzo termina quando Bond crolla a terra; Fleming aveva deciso di finire la storia in questo modo, con la morte di Bond, nel caso in cui non ne avesse scritto altre, ponendo fine alla serie. Nel romanzo seguente, Dr. No, M rivela che Bond è sopravvissuto grazie all'intervento tempestivo di Mathis e che la Klebb era poi morta.

### Film
Rosa Klebb è un ex agente SMERSH che ha disertato per diventare un membro di SPECTRE (Blofeld si riferisce a lei come "Numero Tre"). Mette in atto il piano di Kronsteen per rubare il dispositivo Lektor ai russi e, nello stesso tempo, uccidere Bond. Ella usa l'inconsapevole Tatiana Romanova per aiutare Bond a rubare il Lektor, e quindi invia Red Grant a uccidere Bond e recuperarlo.
Quando Grant muore per mano di Bond, Blofeld chiama sia Kronsteen che la Klebb a rapporto per sapere chi sia il responsabile del fallimento. Infine, Kronsteen viene giustiziato e alla Klebb viene concesso un ultimo tentativo di uccidere Bond e ottenere il Lektor.
Facendosi passare per una cameriera, la Klebb entra nella suite di Bond e cerca di prendere il Lektor; scoperta, ella punta una pistola su Bond. Tatiana la distrae, facendole cadere la pistola, e Bond e la Klebb lottano. Come nel romanzo, la Klebb tenta di colpire Bond con la lama avvelenata nascosta nella punta della scarpa, ma Bond blocca l'attacco con una sedia. Tatiana prende la pistola di Bond e spara alla Klebb, uccidendola.

## Altre apparizioni
Rosa Klebb compare nel videogioco Dalla Russia con amore (2005) ispirato al film originale e al romanzo di Fleming.

## Accoglienza
La Klebb è stata classificata nella lista dei 10 migliori cattivi di Bond Times nel 2008.